# راینر بازدو
راینر بازدو (آلمانی: Rainer Basedow؛ زادهٔ ۲۰ مهٔ ۱۹۳۸ – ۱۵ مهٔ ۲۰۲۲) بازیگر و صداپیشه اهل آلمان بود.
از فیلم‌هایی که وی در آن نقش داشته‌است، می‌توان به هشدار اسکاتلندیارد: ۶ قتل بدون قاتل!، زنان سیری‌ناپذیر، چهار مرتبه آن شب، عشقی در آلمان، عقاید یک دلقک و مردی با قلم‌موی زرین اشاره کرد.

## مرگ
بازدو در ۱۵ مه ۲۰۲۲ در زالتسبورگ، پنج روز قبل از تولد ۸۴ سالگی خود درگذشت.